# Питер Пэн и Алиса в стране чудес
«Питер Пэн и Алиса в стране чудес» (англ. Come Away) — фильм в жанре фэнтези от режиссера Бренды Чепмен. Главные роли в фильме исполнили Кейра Чанса и Джордан Нэш, а также Анджелина Джоли, Дэвид Ойелоуо и Майкл Кейн.
Мировая премьера состоялась 24 января 2020 года на кинофестивале Сандэнс.

## Сюжет
Удивительно, но прежде чем Алиса отправилась в Страну чудес, а Питер стал Пэном, они были братом и сестрой. Их легендарные приключения начались благодаря силе воображения, унаследованного от любящей матери и фантазёра-отца. С какими бы испытаниями ни сталкивалась их семья, они никогда не забывали мечтать. Безумный Шляпник и Красная Королева, фея Динь-Динь и капитан Крюк – волшебство поджидает за каждым углом, нужно только уметь его видеть....

## В ролях
- Анджелина Джоли — Роуз Литтлтон
- Дэвид Ойелоуо — Джек
- Джордан А. Нэш — Питер
- Кейра Чанса — Алиса
- Майкл Кейн — Чарли
- Гугу Мбата-Роу — взрослая Алиса Литтлтон
- Анна Чэнселлор  — Элеонор Морроу
- Дерек Джекоби — Мистер Браун
- Кларк Питерс — Хаттер
- Дэвид Гяси — Капитан Джеймс
- Дэмиан О’Хейр — Доктор Ричардс
- Роджер Эштон-Гриффитс

## Производство
Проект был анонсирован в мае 2016 года. Сразу же стало известно, что режиссером выступит Бренда Чепмен. Два года спустя (в мае 2018 года) были выбраны актеры на роль родителей Алисы и Питера, ими стали Анджелина Джоли и Дэвид Ойелоуо. Кроме того, актеры взяли на себя продюсерские функции. В августе того же года к касту присоединились Анна Чэнселлор, Кларк Питерс, Гугу Мбата-Роу, Майкл Кейн, Дэвид Гяси, Дерек Джекоби и Дженни Гэлловэй.
Съемки начались в августе 2018 года и проходили на улице Шад Темз в Лондоне, а также в Большом Виндзорском парке (как в Южном лесу, так и у озера Джонсона). В октябре 2018 года производство фильма продолжилось в Лос-Анджелесе и в том же месяце было завершено.

## Маркетинг
Локализованный трейлер фильма на русском языке был опубликован в интернете 15 октября 2020 года. Локализованный трейлер фильма на испанском языке был опубликован в интернете 26 октября 2020 года.

## Прокат
В эмиратский прокат фильм вышел 5 ноября, в российский — 26 ноября, в испанский — 27 ноября, в индонезийский — 23 декабря.

## Приём

### Кассовые сборы
В первые выходные фильм собрал 108 000 долларов в 475 кинотеатрах.

### Критика
Веб-сайт Rotten Tomatoes дал фильму 32 % основанных на 50 рецензиях со средним рейтингом 5,2/10. Согласно Metacritic, фильм получил 43 балла из 100, основанных на 14 рецензиях. Что означает, что фильм получил «смешанные или средние отзывы».
После премьеры фильма на кинофестевале «Сандэнс» Бен Пирсон из Slash Film дал фильму положительный отзыв, заявив: «Появилась новая детская классика, и эта вневременная сказка, несомненно, очарует зрителей будущих поколений». Джон ДеФор из The Hollywood Reporter в свою очередь дал отрицательный отзыв, заявив: «Обилие знакомых сборников рассказов и актёрский состав, в том числе Анджелина Джоли и Дэвид Ойелоуо, привлекут внимание, но красивой постановки и красивого состава актёров не достаточно, чтобы воплотить эту фантазию в жизнь.»